# Рамальо, Хонас
Хона́с Рама́льо Чиме́но (исп. Jonás Ramalho Chimeno; род. 10 июня 1993, Баракальдо, Испания) — испанский и ангольский футболист, защитник саудовского клуба «Ухуд» и национальной сборной Анголы. Двукратный чемпион Европы в возрастной категории до 19 лет.

## Биография
У Рамальо отец родом из Анголы, а мать — баскского происхождения. Он первый игрок в истории «Атлетика» смешанной расы, который принимал участие в официальных матчах за «львов». Дебютировал за основу «львов» в товарищеском матче в 14 лет.
Рамальо пополнил систему «Атлетика» в возрасте десяти лет. 16 декабря 2009 года он дебютировал в главной команде, заменив Андони Ираолу во игре Лиги Европы с «Вердером». 20 ноября 2011 года дебютировал в Примере, выйдя на замену в матче с «Севильей» (2:1). В августе 2012 года игрок сыграл в матче Лиги Европы с клубом «Славен Белупо»

### Карьера в сборной
Рамальо играл в различных юношеских сборных Испании. В составе сборной Испании (до 19 лет) он стал чемпионом Европы в возрастной категории до 19 лет 2011 и 2012 годов.

## Достижения
Сборная Испании
- Чемпион Европы среди игроков до 19 лет (2): 2011, 2012